# Mike Eerdhuijzen
Mike Eerdhuijzen (Volendam, 13 de julio de 2000) es un futbolista neerlandés que juega como defensa en el F. C. Utrecht de la Eredivisie.

## Trayectoria
Jugó en la cantera del F. C. Volendam hasta 2018, donde firmó un contrato hasta 2022. A partir de 2017, comenzó a jugar en el Jong FC Volendam en la Derde Divisie.
Debutó en el primer equipo del F. C. Volendam el 19 de abril de 2019, en la derrota por 2-3 en casa contra el NEC Nimega. Entró en sustitución de Darryl Bäly en el minuto 68.
El 18 de agosto de 2021, se sintió mal durante el entrenamiento, pero los exámenes posteriores en el hospital demostraron que no sufría problemas cardíacos.

## Selección nacional
En noviembre de 2018 fue convocado por el seleccionador Bert Konterman con la selección sub-20 de Países Bajos para los amistosos contra Suiza e Italia.
Debutó como internacional -su único partido hasta la fecha- con la selección juvenil de Países Bajos el 15 de noviembre de 2018 en la victoria a domicilio por 3-1 contra Suiza sub-20, entrando como suplente en el minuto 70 por Shaquille Pinas.

## Estadísticas

### Clubes
Actualizado al último partido disputado el 3 de noviembre de 2024.
| Club                              | Div.          | Temporada     | Liga  | Liga  | Copas nacionales | Copas nacionales | Copas internacionales | Copas internacionales | Total | Total |
| Club                              | Div.          | Temporada     | Part. | Goles | Part.            | Goles            | Part.                 | Goles                 | Part. | Goles |
| --------------------------------- | ------------- | ------------- | ----- | ----- | ---------------- | ---------------- | --------------------- | --------------------- | ----- | ----- |
| F. C. Volendam · Países Bajos     | 2.ª           | 2018-19       | 1     | 0     | 0                | 0                | —                     | —                     | 1     | 0     |
| F. C. Volendam · Países Bajos     | 2.ª           | 2019-20       | 12    | 0     | 0                | 0                | —                     | —                     | 12    | 0     |
| F. C. Volendam · Países Bajos     | 2.ª           | 2020-21       | 22    | 0     | 1                | 0                | —                     | —                     | 23    | 0     |
| F. C. Volendam · Países Bajos     | 2.ª           | 2021-22       | 21    | 1     | 1                | 0                | —                     | —                     | 22    | 1     |
| F. C. Volendam · Países Bajos     | Total club    | Total club    | 56    | 1     | 2                | 0                | 0                     | 0                     | 58    | 1     |
| Sparta de Róterdam · Países Bajos | 1.ª           | 2022-23       | 29    | 0     | 2                | 0                | —                     | —                     | 31    | 0     |
| Sparta de Róterdam · Países Bajos | 1.ª           | 2023-24       | 20    | 1     | 0                | 0                | —                     | —                     | 20    | 1     |
| Sparta de Róterdam · Países Bajos | 1.ª           | 2024-25       | 10    | 0     | 0                | 0                | —                     | —                     | 10    | 0     |
| Sparta de Róterdam · Países Bajos | Total club    | Total club    | 59    | 1     | 2                | 0                | 0                     | 0                     | 61    | 1     |
| Total carrera                     | Total carrera | Total carrera | 115   | 2     | 4                | 0                | 0                     | 0                     | 119   | 2     |

## Palmarés
Jong Volendam
- Derde Divisie: Derde Divisie 2018-19[9]